# Terataspis
Terataspis – rodzaj stawonogów z wymarłej gromady trylobitów, z rzędu Lichida. Żył w okresie dewonu.